# Zeus (DC Comics)
Zeus es una deidad en el universo de DC Comics, una interpretación de Zeus de la mitología griega. Sus apariciones son más significativas en las historias de la Mujer Maravilla (Princesa Diana). Con el relanzamiento de DC Comics en 2011, llamado The New 52, Zeus ha recibido un papel destacado en los mitos de Mujer Maravilla, ya que ahora es el padre biológico de Mujer Maravilla a través de Hippolyta.

## Biografía
Los orígenes y la historia temprana de Zeus se ajustan principalmente a la forma en que se presentan en la mitología clásica. Es hijo de los Titanes, Cronos y Rea y líder de los doce dioses olímpicos. Durante una guerra entre los titanes y los olímpicos, Zeus mata a su padre y asume su lugar como Rey de los Dioses, gobernando desde el Monte Olimpo con su hermana y esposa Hera. Es el padre de numerosos dioses y héroes, siendo Hércules, el más famoso.
En el Universo DC, las maquinaciones del dios alienígena Darkseid cuando él difunde cuentos de los dioses romanos hacen que los atletas olímpicos se dividan en múltiples aspectos, existiendo los dioses romanos por un tiempo como entidades separadas. El homólogo de Zeus, Júpiter, gobierna su propio Olimpo en una dimensión separada después de esto. Los dos panteones se fusionan en entidades individuales de nuevo siglos más tarde.
En la actualidad, Zeus ha sido un benefactor de las amazonas, las últimas personas que aún adoran a los olímpicos. Sin embargo, sus actitudes patriarcales, su desprecio por los mortales y sus demandas irrazonables a veces han provocado conflictos con sus seguidores, en particular con su campeona Mujer Maravilla.
Después de la derrota de Ares por parte de la Mujer Maravilla, lo que hizo que este último se fuera al autoexilio, Zeus se interesa por Diana y quiere su virginidad, ofreciéndose a convertirla en una diosa. Diana se convierte en la primera mujer en rechazar sus avances mientras profesa amor por él como dios y padre. Enfurecido por ser rechazado, Zeus la amenaza, pero Hera lo llama de vuelta al Olimpo por la insistencia de las Diosas que crearon a las amazonas y se enojan con Zeus tratando de hacer de Themyscira su burdel personal. Como castigo, Zeus exige que Diana emprenda el Desafío de los dioses, en el cual ella derrota los males que han sido atrapados bajo la Isla Paraíso, incluyendo Hecatónquiros y Hidra de Lerna. Ella libera a Heracles, que se había convertido en piedra y apoyaba la isla.
Durante una Guerra de los dioses, Zeus lidera a los atletas olímpicos en un conflicto con sus homólogos romanos y otras deidades, hasta que los héroes mortales intervienen para poner fin a la guerra. Después de que Darkseid destruye la gloria del Olimpo, Zeus convence a los otros dioses de que la abandonen tanto a ella como a la Tierra, y solo Hermes se niega. Más tarde, los dioses regresan al Olimpo, pero ocasionalmente se ven obligados a defender o reubicarlo.
Como en el mito clásico, Zeus con frecuencia engaña a su esposa Hera y se relaciona con mujeres mortales para producir descendientes de semidioses. Zeus ha sido revelado como el padre de Wonder Girl (Cassie Sandsmark) y comparte una relación complicada con su hija, quien se resiente de su ausencia de la mayor parte de su vida.
Zeus es depuesto brevemente como gobernante del Olimpo durante un golpe de Estado organizado por su hija Atenea con la ayuda de Ares. A raíz de este conflicto, Atenea se convierte en Reina de los Dioses y Ares es nombrado Señor del Inframundo. Poco después de esto, los dioses entran en su segundo exilio, siguiendo a las amazonas a otra dimensión después de los eventos de la Crisis infinita. Su regreso al reino de la Tierra es producido por Darkseid, quien captura a los atletas olímpicos y manipula sus recuerdos, buscando los secretos de su poder. En cuenta regresiva para la crisis final, los Nuevos Dioses de Darkseid se hacen pasar por olímpicos y manipulan a sus seguidores. Una vez liberado de Darkseid, se restaura la antigua orden olímpica. Athena aparentemente perece de sus heridas sufridas y Zeus, una vez más, se convierte en el Rey de los Dioses, devolviéndole a Mary Marvel sus poderes después de que ella libere a los Dioses de una cámara en Apokolips.
Las manipulaciones de Zeus de sus seguidores finalmente llegan a un punto crítico con la creación de los Gargaros, una raza de guerreros pensados como contrapartes masculinas de las amazonas. Zeus asesina al dios hawaiano Kāne Milohai, un mecenas de la Mujer Maravilla, y usa su corazón para resucitar a Aquiles Warkiller, a quien designa como líder de los gargaros. Zeus también insta a Aquiles como el nuevo gobernante de Themyscira. Cuando la Mujer Maravilla se entera de esto y del asesinato de Kāne, se enfurece y asalta físicamente a Zeus. Esta blasfemia sorprende a su madre Hippolyta y lleva a Diana a entrar en el autoexilio, abandonando a su ex.
En septiembre de 2011, The New 52 reinició la continuidad de DC. En esta nueva línea de tiempo, se revisa el origen de la Mujer Maravilla, y ahora ella es la hija biológica de Zeus. Zeus e Hippolyta se enfrentaron, y su lucha terminó con la pareja haciendo el amor, y así se concibió a Diana. Este encuentro se ocultó a Diana, quien fue criada para creer que nació de barro, para proteger a Diana de Hera (la esposa de Zeus). Lennox (otro hijo ilegítimo de Zeus) comentó que Zeus se ha "asustado de la bobina inmortal", insinuando que aparentemente ha muerto. Se revela que Zeus renació de bebé por su hija Atenea (como Zeus la había dado a luz de su cabeza) que había sido sumida en la personalidad ficticia y el cuerpo a juego de una mujer llamada Zola que creía que Zeke era su hijo menor de Zeus. Cumpliendo la profecía del último hijo nacido de Zeus, se revela que Zeke es el rey de los dioses, y el hechizo en Atenea termina. Sin embargo, Mujer Maravilla le suplica a Atenea que abandone esta forma que ha creado para que Mujer Maravilla pueda mantener a su amiga Zola y a su madre en el nuevo bebé Zeus, que podría ser un mejor rey de los dioses con Zola como la madre que nunca tuvo antes en su vida.

## Poderes y habilidades
En todas las historias, Zeus es el dios más fuerte y poderoso. Tiene vastos poderes sobrenaturales con un enfoque en el control del clima, puede lograr cualquier cosa, incluso cambiar de forma, resucitar a los muertos y crear vida. Al ser un dios Zeus es inmortal, por lo que no podría morir de causas naturales, además tiene dominio sobre la magia, por lo que adquiere fuerza, resistencia, velocidad y agilidad divinas, es decir, es capaz de levantar y resistir prácticamente cualquier cosa. El acceso a la magia le da control y dominio completo sobre el rayo y el trueno

## En otros medios

### Televisión
- En la serie animada de larga duración Súper amigos, Mujer Maravilla dice "Gran Zeus" o "Gran Hera" como interjección cuando ella y otros superhéroes se encuentran en situaciones difíciles.
- Zeus aparece en el episodio de Challenge of the Super Friends "Battle of the Gods", con la voz de Bob Holt. Cuando Hera se enoja con celos por los elogios de Afrodita a los Súper Amigos, ella y Afrodita se pelean por el asunto. Indignado por tal perturbación, Zeus decide resolver esta disputa haciendo que los Súper Amigos participen en diferentes juicios donde Hera espera que ninguno de ellos tenga éxito. Los juicios a los que Zeus somete a los Súper Amigos implican que Superman encuentre y derrote al Minotauro, haciendo que Batman y Robin resuelvan el Acertijo de la Esfinge, que Mujer Maravilla recupere el collar de Medusa y que Aquaman recupera el Vellocino de oro.

### Película

#### DC Extended Universe
El productor de Batman v Superman: Dawn of Justice, Charles Roven confirmó que Diana Prince / Mujer Maravilla, interpretada por Gal Gadot, es la hija biológica de Zeus, lo que confirma su existencia en el universo de la película.
- Se hace referencia a Zeus en Wonder Woman (2017). Zeus y otros dioses olímpicos están representados a través de los efectos CGI, mostrando las imágenes del libro de cuentos que la Reina Hippolyta lee a una joven Diana. La reina Hippolyta le explica a Diana Prince que Zeus es el líder de los Dioses olímpicos y que creó a las amazonas para proteger y ayudar a la humanidad. Con el tiempo, su hijo Ares se rebeló, corrompió a los hombres y mató a la mayoría de los dioses olímpicos en la batalla. Zeus derrotó a Ares y lo expulsó del Monte Olimpo mientras se encontraba herido en el proceso. Después del encarcelamiento de las mujeres amazonas por los hombres malvados de la Tierra, Zeus crea Themyscira para protegerlas, creando un efecto de camuflaje para ocultar la isla del mundo. En su último suspiro, Zeus deja a sus guerreras del Amazonas al cuidado de su hija Diana y de Hippolyta, y les da un regalo en forma de un artefacto, la espada "Godkiller". Más tarde, se revela que Diana misma es la "Godkiller" ya que solo un dios puede matar a otro dios.
- Zeus aparece en la película Liga de la Justicia (2017), interpretado por Sergi Constance.[6] Fue visto durante una escena de flashback a la Tierra antigua. En tiempos antiguos, como lo explicaba Diana, los ejércitos unidos de dioses olímpicos, atlantes, amazonas, humanos y el Green Lantern Corps trabajaron juntos para derrotar a Steppenwolf, acabando con su anterior invasión. Zeus estuvo presente durante la batalla entre otros dioses olímpicos antiguos y usó un rayo para separar las tres Cajas Madre para evitar que se fusionaran entre sí. Después de la batalla, las fuerzas se unen para proteger las Cajas Madre. Dos están protegidos en Atlantis y Themyscira, mientras que el tercero está enterrado por los humanos con la ayuda de los dioses olímpicos para evitar que su poder destructivo vuelva a amenazar a la Tierra.
  - En la versión del director de la película, Zeus era parte de los ejércitos unidos que lucharon contra las fuerzas de Darkseid. Mientras usaba su rayo en los Parademons y aún rompió las Cajas Madre, Zeus usó parte de su rayo cuando se enfrentó a Darkseid lo suficiente como para que Ares partiera el hombro de Darkseid.

#### Animación
- Zeus aparece en la película animada Wonder Woman con la voz de David McCallum. Él y Hera parecían evitar que Hippolyta matara a Ares durante una pelea entre las amazonas y los ejércitos de Ares.

### Videojuegos
- Zeus aparece en DC Universe Online. Aparece en "Amazon Fury Part III" donde Ares y Circe hacen planes para deponer a Zeus.